# Frejlev (Aalborg)
Frejlev is een plaats in de Deense regio Noord-Jutland, gemeente Aalborg. Het is een plaats iets ten zuiden van de stad Aalborg en telt 2544 inwoners (2007).